# Rocznik Grudziądzki
Rocznik Grudziądzki – rocznik ukazujące się od 1960 roku. Jest wydawane przez Muzeum w Grudziądzu im. ks. dr. Władysława Łęgi, Polskie Towarzystwo Historyczne Oddział w Grudziądzu oraz Instytut Historii i Archiwistyki Uniwersytetu Mikołaja Kopernika w Toruniu. W piśmie publikowane są prace dotyczące historii Grudziądza i Ziemi Chełmińskiej. Redaktorem naczelnym jest obecnie Wiesław Sieradzan. Od roku 2011 Rocznik Grudziądzki jest wydawany regularnie.
Jest to czasopismo interdyscyplinarne mające na celu przybliżać historię, a także biografie postaci zasłużonych oraz związanych z Grudziądzem oraz ziemią chełmińską. Poruszane są tam zagadnienia z zakresu historii, archeologii, dziejów sztuki i architektury. Wraz z numerem XXXII zakres tematyczny rocznika ulec ma poszerzeniu, o np. etnologię, nauki o kulturze i religii, ochrona dziedzictwa i konserwacja zabytków, geografia społeczno-ekonomiczna i gospodarka przestrzenna. Redakcja czasopisma zamierza poszerzyć także pulę badaczy zachęcając do publikowania naukowców zagranicznych (gł. niemieckich i brytyjskich), który zajmują się Grudziądzem i Pomorzem.
Uruchomienie czasopisma naukowego dedykowanego regionowi było związane z utworzeniem w mieście w 1956 oddziału Polskiego Towarzystwa Historycznego, które uzyskało wsparcie oraz poparcie Mariana Biskupa. Z czasem większość prac redakcyjnych zaczęła być przenoszona do Muzeum w Grudziądzu co spowodowało spadkiem udziału PTH w redagowaniu Rocznika Grudziądzkiego, a na początku wieku XXI grudziądzkie muzeum nawiązało współpracę z Instytutem Historii i Archiwistyki Uniwersytetu Mikołaja Kopernika w Toruniu. Zarówno Instytut, jak i Muzeum odpowiedzialne są za finansowanie oraz redagowanie rocznika.
W roku 2020 Rocznik Grudziądzki został dodany do bazy czasopism ERIH PLUS (European Reference Index for the Humanities and Social Sciences).
Rocznik Grudziądzki należy czasopism punktowanych i za opublikowanie artykułu można otrzymać 40 punktów. Punktacja ta przysługuje (od 05.01.2024 r.) w zakresie dyscyplin jakimi są archeologia, historia oraz nauki o sztuce.
W Muzeum w Grudziądzu w związku z publikacjami Rocznika Grudziądzkiego odbywały się promocje numerów. Podczas tych promocji odbywały się tematyczne wystąpienia.

## Redaktorzy naczelni czasopisma i numery czasopisma
- 1960 - Rocznik Grudziądzki T. I - red. M. Biskup, St. Myśliborski-Wołowski[1].
- 1961 - Rocznik Grudziądzki T. II - red. M. Biskup (red. naukowy), A. Wolnikowski (przewodniczący Komitetu Redakcyjnego)[1].
- 1963 - Rocznik Grudziądzki T. III - red. A. Tomczak, A. Wolnikowski[1].
- 1965 - Rocznik Grudziądzki T. IV - red. M. Biskup, A. Wolnikowski[1].
- 1970 - Rocznik Grudziądzki T. V-VI - red. M. Biskup, A. Wolnikowski[1].
- 1977 - Rocznik Grudziądzki T. VII - red. K. Wajda, A. Wolnikowski[1].
- 1983 - Rocznik Grudziądzki T. VIII - red. K. Wajda (redaktor), St. Reszkowski (przewodniczący Komitetu Redakcyjnego).[1]
- 1985 – Rocznik Grudziądzki T. IX - red. J. Danielewicz (redaktor naczelny), St. Reszkowski (zastępaca redaktora)[1].
- 1992 – Rocznik Grudziądzki T. X - red. J. Danielewicz[1].
- 1994 – Rocznik Grudziądzki T. XI - red. J. Pakulski[1].
- 1996 – Rocznik Grudziądzki T. XII - red. J. Pakulski[1].
- 1998 – Rocznik Grudziądzki T. XIII - red. J. Pakulski[1].
- 2001 – Rocznik Grudziądzki T. XIV - red. J. Pakulski[1].
- 2003 – Rocznik Grudziądzki T. XV - red. J. Pakulski[1].
- 2005 – Rocznik Grudziądzki T. XVI - red. J. Pakulski[1].
- 2007 – Rocznik Grudziądzki T. XVII - red. W. Sieradzan[1].
- 2008 – Rocznik Grudziądzki T. XVIII - red. W. Sieradzan[1].
- 2011 – Rocznik Grudziądzki T. XIX - red. W. Sieradzan[1].
- 2012 – Rocznik Grudziądzki T. XX - red. W. Sieradzan[1].
- 2013 – Rocznik Grudziądzki T. XXI - red. W. Sieradzan[1].
- 2014 – Rocznik Grudziądzki T. XXII - red. W. Sieradzan[1].
- 2015 – Rocznik Grudziądzki T. XXIII  - red. W. Sieradzan[1].
- 2016 – Rocznik Grudziądzki T. XXIV - red. W. Sieradzan[1].
- 2017 – Rocznik Grudziądzki T. XXV - red. W. Sieradzan[1].
- 2018 – Rocznik Grudziądzki T. XXVI - red. W. Sieradzan[1].
- 2019 – Rocznik Grudziądzki T. XXVII - red. W. Sieradzan[1].
- 2020 – Rocznik Grudziądzki T. XXVIII - red. W. Sieradzan[1].
- 2021 – Rocznik Grudziądzki T. XXIX - red. W. Sieradzan[1].
- 2022 – Rocznik Grudziądzki T. XXX - red. W. Sieradzan[1].
- 2023 – Rocznik Grudziądzki T. XXXI - red. W. Sieradzan[1].
- 2024 – Rocznik Grudziądzki T. XXXII - red. W. Sieradzan[1].

## Redakcja, Rada naukowa, recenzenci

### Rada naukowa[12]
- Karin Friedrich (Aberdeen)
- Gisela Parak (Warendorf)
- Bernhart Jähnig (Berlin)
- prof. dr hab. Jarosław Kłaczkow (Toruń)
- Małgorzata Kurzyńska (Grudziądz)
- Iryna Matiasz (Kijów)
- Ihor Sribniak (Kijów)
- prof. dr hab. Ryszard Sudziński (Toruń)
- Peter Wörster (Marburg)
- Paul Zalewski (Frankfurt/Oder)
- Mariusz Żebrowski (Grudziądz)

### Redakcja[12]
- Wiesław Sieradzan (Toruń) – redaktor naczelny
- Maciej Krotofil (Toruń) – zastępca redaktora naczelnego
- Łukasz Ciemiński (Grudziądz) – redaktor działu Etnologia i Kulturoznawstwo
- Emilia Markot-Borkowska (Grudziądz) – redaktor działu Nauki o Sztuce
- Dariusz Poliński (Toruń) – redaktor tematyczny działu Archeologia
- prof. dr hab. Waldemar Rozynkowski (Toruń) – redaktor tematyczny działu Historia
- Paweł Nastrożny – sekretarz redakcji
- Izabela Fijałkowska (Grudziądz)
- Sylwia Grochowina (Toruń)
- Rafał Kleśta-Nawrocki (Toruń)
- ks. dr hab. Wiesław Łużyński (Toruń)
- Wioletta Pacuszka (Grudziądz)
- Dawid Schoenwald (Grudziądz)

### Recenzenci[13]
- prof. dr hab. Wiesław Długokęcki – Uniwersytet Gdański
- prof. dr hab. Janusz Małłek – Uniwersytet Mikołaja Kopernika
- prof. dr hab. Tadeusz Stegner – Uniwersytet Gdańsk
- ks. prof. dr hab. Jan Walkusz – Katolicki Uniwersytet Lubelski
- prof. dr hab. Romuald Wódzki – Toruń
- dr Cezary Kardasz – Uniwersytet Mikołaja Kopernika
- dr Renata Skowrońska – Polska Misja Historyczna przy Uniwersytecie Juliusza i Maksymiliana w Würzburgu
- dr hab. Piotr Birecki, prof. UMK – Uniwersytet Mikołaja Kopernika
- dr Maciej Prarat – WSzP UMK w Toruniu
- dr hab. Marcin Wiewióra, prof. UMK – Uniwersytet Mikołaja Kopernika
- dr Jerzy Domasłowski – Uniwersytet Adama Mickiewicza w Poznaniu